# Запілля (Коростенський район)
Запі́лля — село в Україні, у Лугинській селищній територіальній громаді Коростенського району Житомирської області. Населення становить 386 осіб (2001).

## Населення
За даними перепису 2001 року населення села становило 386 осіб, з них 99,48 % зазначили рідною українську мову, а 0,52 % — російську.

## Історія
У 1906 році в селі мешкало 284 особи, налічувалось 45 дворових господарств.
До 9 червня 2017 року село входило до складу Жеревецької сільської ради Лугинського району Житомирської області.